# Fabien-André Gärtner
Fabien-André Gärtner (1989) è un ex giocatore di football americano tedesco, che ha giocato come runningback.
Dopo aver giocato nelle squadre giovanili dei Landsberg Express e degli NFA Monarchs, è passato in prima squadra ai Königsbrunn Ants e da lì ai Munich Cowboys. Ha quindi disputato una stagione ai Tirol Raiders, per poi tornare ai Cowboys.

## Palmarès
- Europeo (Germania: 2014)
- Austrian Bowl (Tirol Raiders: 2015)